# Odontopyge medjensis
Odontopyge medjensis är en mångfotingart som först beskrevs av Chamberlin 1927.  Odontopyge medjensis ingår i släktet Odontopyge och familjen Odontopygidae. Inga underarter finns listade i Catalogue of Life.